# Valle de Matamoros
Valle de Matamoros est une commune d’Espagne, dans la province de Badajoz, communauté autonome d'Estrémadure.
Son nom peut se traduire par « Vallée de Tue-les-Maures »,.